# 暴れん坊プリンセス
『暴れん坊プリンセス』（あばれんぼうプリンセス）とは、2001年11月29日に発売されたPlayStation 2専用のゲームソフトである。ジャンルは「痛快!娯楽RPG」。略称は「暴プリ（あばプリ）」。

## 概要
本作はRPGと銘打っているが、作中ではボスキャラクター戦以外のエンカウント戦闘などが存在しない。このため、一般的なコンピュータRPGにおけるレベル上げや所持金稼ぎのような、プレイヤーの努力に基づいた成長要素を持たず、物語の中での選択肢によってパーティーの戦力が変化する。また、シナリオと戦闘のどちらに重きを置いてプレイをするかを選べるなど、一般的なコンピュータRPGよりは、RPGの戦闘が組み込まれているアドベンチャーゲームの体裁に近い。
シナリオは桝田省治、キャラクターデザインは桜瀬琥姫が担当している。

## ストーリー
平和な王国シルバーベルのプリンセス・ルージュ。彼女は王家に伝わる“竜の力”を受け継ぐが、それは感情のコントロールができなければ暴走してしまう危険なものであった。“竜の力”の暴走を止めることができる奥義を身につけ、聖騎士となった幼馴染のシオンと共に、ルージュは自分が立派な女王としての力がある事を示すため、“正義の味方チーム”を作る。奇しくも城下町では、魔物たちが王国に張り巡らされた結界を解除することを目論み、人間に憑依して様々な悪事を働いていた。作戦部長に任命されたシオンは、ルージュに振り回されつつも平和のために働くのであった。

## キャラクター

### パーティキャラクター
ルージュ＝ヴィクトワール
声 - 三石琴乃
物語の中心人物（本人曰く「主人公」）。豪放でお転婆なシルバーベル王国の第一王位継承権を持つ王女。幼い頃から勇者に憧れており、“正義の味方チーム”を率いて世直しに乗り出す。母親から継承した竜の力は魔物にとどめを刺すことができる唯一の切り札だが、ひとたび暴走すれば彼女を凶悪な魔物へと変えてしまい、そのまま世界を滅ぼしてしまう可能性のある危険な力でもある。
自分の国を今までの規範や道徳に縛られない国にすることを目指しており、目標となるビジョンと実現のためのモチベーションは持っているが、その過程や手段についてのプランがなく、思いつきで行動して空回りしがちなトラブルメーカー気質の持ち主。自分を王女ではなくひとりの幼馴染として接してくれるシオンとアッシュに好意を寄せており、愛情表現は比較的ストレート。自分が女王に即位した場合はシルバーベル王国を一妻多夫制の国にすると公言しており、シオンやアッシュとの三角関係に悩むそぶりはない。このような彼女の恋愛観についてはプレイヤーの間でも賛否両論があったとされるが、裏設定によれば、これは彼女が未成熟で、その恋愛観が恋愛ごっこ止まりであるためでもあるという。
シオン＝アースランド
声 - 関智一
物語の視点人物であり、プレイヤーが操作するキャラクター。年齢が近いことから幼い頃のルージュの遊び相手を任されていた幼馴染であり、竜の力が暴走した際には死のリスクと引き換えにそれを止める役割を担う聖騎士としての修行を積んでいる。何でもそつなくこなすことができる優れた能力を持つが、それゆえに周囲からは地味で平凡な人物に見られがちな面があり、本人も目立たない後始末役に徹している。チームの作戦部長としての役割を任命され、戦闘では仲間に指示を出しつつ槍と盾で戦う。
ゲーム上においては、彼の発言は基本的にプレイヤーが三択から選択する形になるため、その言動はプレイヤーによって異なる。ただしシナリオを担当した桝田によれば、表示される三択はどれもシオンの心の中にある選択肢であり、内心では相手への配慮や駆け引きを考えながら言葉を選んでいるという設定であるとされる。
ジャスミン＝W＝ロゼッティ
声 - 藤田淑子
ルージュの世話役であり、パーティのお姉さん的存在。外見や物腰は妙齢の色っぽい美女そのものだが、実は男性であり男色家、作中の表現を借りればオカマ。ディアナ女王に仕えた先代の聖騎士でもあり、戦闘では二刀流の剣術で戦う。
本名はダスティン。かつて聖騎士であった時には男性として振る舞っていたが、10年前にディアナ女王を守れなかったことをきっかけに女性として振る舞うようになったことが劇中で語られている。シナリオを担当した桝田が明かした裏設定によれば、彼（彼女）はいわゆる性同一性障害で、かつては自分の性別に違和感を感じながらも、聖騎士として家名に恥じぬよう男らしく振る舞おうとしていたのだが、自分を男性として頼ってくれたディアナ女王を失ってしまったという挫折を機に、自分の性別に対する違和感を周囲に隠す必要を感じなくなったのであるという。
ココ
声 - 大谷育江
虎に変身する能力を持つ半人半魔の種族、ミュウ族の少女。鋭い嗅覚によって人間社会に潜んだ魔物を探し出すことを一族の役割と自負している。祖母の遺言によりルージュに仕えることになり、後にルージュとは喧嘩友達のような間柄となっていく。派手に決着をつける戦い方を好む。
アッシュ＝ガルディア
声 - 小杉十郎太
ルージュやシオンの幼馴染。眼帯がトレードマークの大剣使い。シオンと共にルージュのために尽くすことを誓い、聖騎士の修行を積むが、要領が良く優秀すぎるゆえに聖騎士としては不適格とされて修行を降ろされている。その後は傭兵となったはずだが、ルージュが持つ竜の力の暴走を抑える奥義を修得する修行に出かけ、物語開始時点では消息不明となっている。
フィル＝キール
声 - 高山みなみ
トゥーリア国王ヘンリーに仕える従者。まだ幼さの残る少年ながら高い才能を持ち、幻術や古文書の解読を得意とする。戦闘においても様々な攻撃魔法を操ることができる。ルージュのような気の強い相手には頭が上がらない小心な性格だが、性格に裏表があり、傲慢不遜な言動を見せることも。

### サブキャラクター
ヘンリー・オライオン
声 - 江原正士
隣国であるトゥーリアの王。豪快で男らしい振る舞いの人物。かつて自国の政変の際にはシルバーベル王国に亡命していたことがあり、その王族であるルージュらに対しても友好的。ジャスミンに対して熱烈な好意を抱くが、彼が男性であることには気づいていない。
ストーリー上は、頼もしい協力者だが魔物に憑依されているかも知れない容疑者役のひとりであり、また一般論を述べてルージュの型破りな面と対比させるための引き立て役という役割が意図されている。物語のエンディングではジャスミンの性別に気付くそぶりのないまま彼（彼女）を后として迎え入れ、ルージュらに心配されながらシルバーベル王国を去るが、シナリオを担当した桝田によれば、ヘンリーは自国の政変の際に去勢されて男性としての機能を失っているためジャスミンの性別を気にしていない、もしくは独自の情報網により彼（彼女）が男性であることを知りつつも気がつかないふりをしている可能性があり、ジャスミンが男性でも受け入れるであろうとしている。いずれにせよヘンリー自身は政変で身内に裏切られた経緯から、血筋による世襲制に不信感を持っているとされ、本編でもフィルを養子にして後継者にしようとしている描写がある。
カール王
声 - 八奈見乗児
ルージュの父。妻であるディアナが呪いによって石になってしまってからは気も沈みがちである。
ディアナ女王
声 - 冬馬由美
ルージュの母。10年前に魔物の呪いを受けたことによって石となってしまい、その際ルージュに竜の力を託した。落ち着いた物腰の女性だが、娘同様に気が強い。
ライライ
声 - 永井一郎
ルージュの右腕に描かれた青竜の刺青に宿っているドラゴンの霊。魔物に対する切り札としてルージュに力を貸す。かつては魔物の軍勢を率いて人間と対立した魔王であったが、初代シルバーベル女王シルビアを気に入り彼女に協力したという経緯を持ち、守護竜として代々のシルバーベル女王に仕えている。嘘つきだが嘘は下手。

## ゲームシステム

### ゲームの進行
物語は幾つかのACT（章）で構成され、各ACTは登場人物の回想が描かれるインターミッション、物語本編となるストーリー、クライマックスとなるボスキャラクター戦闘のパートで構成される。ストーリー部分ではシルバーベル城を拠点としたワールドマップ上の移動と、3Dで描かれた各マップ上の移動を繰り返しながら物語を進める。
本作では雑魚キャラクターとの戦闘が存在せず、各章のクライマックス以外では（自主的に行うことができる戦術テストを除いて）戦闘が発生しない。装備や道具の購入は必要なく、ストーリーの進行に従って自動的に武器庫へと補充されるが、各種装備には一長一短があり敵の特性を見据えた装備選びが求められる。

### 仲間のやる気
イベント中ではシオンの発言を三択から選択することができるが、この際に選んだ選択肢によってパーティ全てのキャラクターのやる気（好感度）が、パーティー全体で概ね±0となるように一斉に上下する。例えば、あるキャラクターのやる気が+4であれば、他のキャラクターは-2、-2の計 -4となる。各キャラクターのやる気は、戦闘場面における行動力の上昇率に影響し、戦力を左右する。
また、戦闘中に各キャラクターに指示を出す際、各キャラクターが薦める提案に沿った行動を選択し続けることで、個別のやる気を一時的に上昇させることができ、逆に提案を無視して詳細な指示を出し続ければやる気が減少してしまう。相殺などを視野に入れて戦わなければ敗北もありえるシビアな戦闘においては、各キャラクターの意を尊重し続けることにはリスクも伴う一方、やる気が低ければ行動力の上昇率を鈍らせ行動の幅を狭めてしまう。

### 戦闘
戦闘はターン制で、毎ターンの冒頭に仲間全員の行動を選択し、選択した行動内容と各キャラクターの素早さに従って行動順序が決定される。行動力を溜め、仲間の提案や提示される敵の行動予測を参考にしながら属性による相殺を駆使し、敵の攻撃からルージュや他の仲間たちを守って勝利を目指す。レベルアップの概念はなく”やる気”によって行動力が上下する。
以下に本作の戦闘における特徴的な要素を挙げる。
行動力
攻撃や魔法、連携技などのあらゆる行動を選択する際に必要とする数値で、いわゆるMPに代わる概念。戦闘開始時は低い状態で開始するが、ターン毎に少しずつ増加していき、それに伴って強力な技や魔法が使用可能になるなど行動の選択肢が増える。また「気合集中」などの行動で一気に溜めることもできる。一部の魔法や連携技など、行動によっては行動力の必要量とは別に消費量が定められている場合もあるが、消費量が0となっている行動や魔法は使いたい放題となる。
行動の選択肢が増えれば相殺などでも優位に立つことができるため、如何にして数値を溜めるかが重要になるが、その上昇率は各キャラクターのやる気に大きく左右されてしまう。
属性と相殺
各行動はナッシム（無属性）、グーケン（炎系）、チョギラ（氷系）、パースト（雷系）、オーパル（相殺不可）の属性を持ち、オーパル以外の同属性かつ同等の威力の行動が同時に発動し衝突した場合は互いに相殺される。またグーケン、チョギラ、パーストの属性はじゃんけんのような三すくみの関係にあり、行動が衝突した際に三すくみで優位にある側や、同属性でも威力で大きく圧倒している側は、競合相手の行動を一方的に無効化しつつ行動を成功させることができる。本作では敵の攻撃力が高めに設定されているため、これらの相殺関係や敵味方の攻撃目標、行動順序を把握しつつ、敵の大技を効率よく無力化しながら戦うことが重要となる。
連携技
同じターン内に複数のキャラクターが参加することで発動される特殊行動。その効果は組み合わせによって異なる。参加するキャラクター全員のやる気が一定値以上であることが条件となる上、多くの行動力を必要とするなど発動には手間がかかるが、その分効果も大きい。各種連携技はナッシムの属性を持ち相殺も発生する。
戦闘に勝利すると、戦闘に参加したキャラクターが各自の評価基準（いかに迅速に戦闘に勝利できたか、何度相殺を決められたか等）に基づき、戦闘の内容を評点する。各キャラクターの評点の合計値が大きければ、後で設定資料集や声優インタビューなどのおまけ要素を楽しむことができる。
対して、シオンにとって守るべき存在であり、モンスターにとどめを刺すことができる唯一の存在でもあるルージュのHPが0になるとゲームオーバーになる。しかしこの際、戦闘開始時まで時間を巻き戻して再挑戦することが何度でも可能で、また装備を変更したり、ゲームの難易度を変更したりすることもできる。

## ラジオドラマ
2002年3月から5月にかけてラジオ関西「望月久代のプリン・ア・ラ・モード」内で放送。TWOFIVEよりドラマCDが発売されている。
- TRCD-10022

## 関連商品
上記のドラマCDの他にムービックよりサウンドトラックCDとキャラクターCD、ノベライズ本などが発売されている。
「暴れん坊プリンセス サウンドトラック」
- メーカー：ムービック
- 品番：MACM-2021
- 発売日：2002年3月9日

「暴れん坊プリンセス ルージュのテーマ」
- メーカー：ムービック
- 品番：MACM-2025
- 発売日：2002年3月30日

「暴れん坊プリンセス」全3巻 
- 出版社／発行所：角川書店
- 著者：細江ひろみ／桝田省治

「暴れん坊プリンセス公式ビジュアルガイド」
- 出版社／発行所：角川書店
- 著者：コンプティーク編